# ハート円

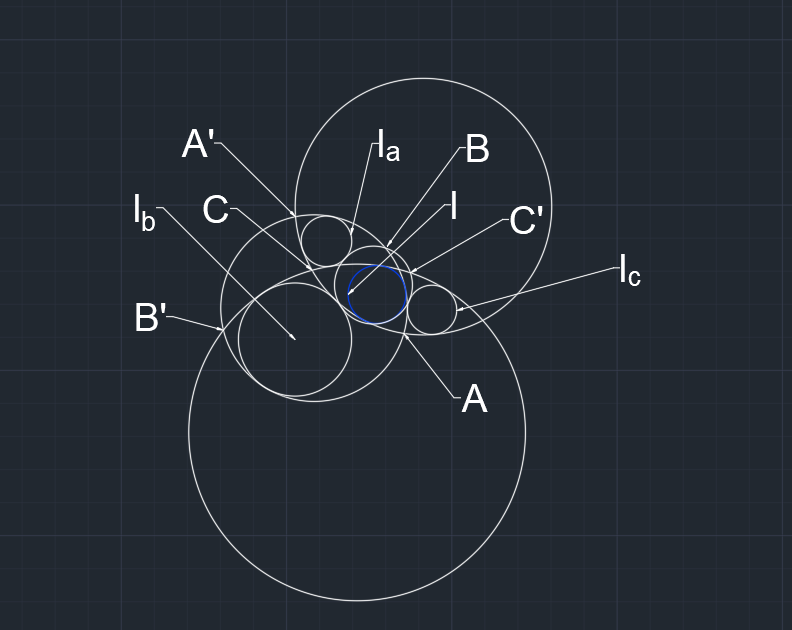
円弧三角形ABCとそれから生成される三角形の内接円I, IA, IB, ICに接する円H。

幾何学において、ハート円（ハートえん、英: Hart circle）は、8つの円弧三角形をなすような（一般の位置で交わるような）3つの円に生成される円の一つである。 ハルト円とも。8つの円弧三角形の任意の1つと隣接する3つの円弧三角形（関連三角形, Associated Triangles）について、4つの円弧三角形の内接円（3円のアポロニウスの問題の解円）に接するような円が存在する。これをハート円という。3円から生成されるハート円は8つ存在する。この定理をハートの定理（Hart's theorem）という。3円を3直線に退化させれば、4つの内接円は三角形の内接円と傍接円、ハート円の一つは九点円となって、フォイエルバッハの定理が演繹される。
ハート円の名は、1861年にこの円を発見したアンドルー・サール・ハートに由来する。
ハートの定理に幾何学的変換を施すと、1892年にアレクサンダー・ラーモア（Alexander Larmor）が示した定理となる。
3円がそれぞれ(A, A' ), (B, B' ), (C, C' )で交わるとき、円弧三角形ABC, AB'C', A'BC', A'B'Cの外接円は同一の円に接する。
またこの定理は、実質的にサーモンの定理と等価で、ラウル・ブリカールの示した次の定理と双対的である。
3つの有向円において、2円の組に対してそれぞれ共通接線a1,b1、a2,b2、a3,b3を書く。このときa1,a2,a3に接する有向円、a1,b2,b3に接する有向円、b1,a2,b3に接する有向円、b1,b2,a3に接する有向円はある円に接する。

## 一般化
円を円錐曲線に一般化することもできる。
3つの楕円、 または3つ双曲線の各々の一枝が、2点ずつで交わるとき、これらの円錐曲線に接する円錐曲線が8つあって、また8つの円錐曲線のうちから適切に4つを取ったとき、この4つの円錐曲線に接するような円錐曲線が存在するような組が8つ存在する。

## 応用
最初に与えた3円がそれぞれ交わらない場合、ハート円は14つ存在することがある。
三角形の3つの傍接円はその例である。3つの傍接円のアポロニウスの問題の解円は3辺、九点円、アポロニウス円、3つのジェンキンス円である。
内接円は、3辺と九点円に接するのでハート円の一つとなる。他に、3つのジェンキンス円とアポロニウス円と接する Moses hull 円などがある。
辺BCとB,C側のジェンキンス円に外接する、円をKaとする。同様にKb, Kcを定義する。このとき、Ka, Kb, Kcは九点円とも接する。Ka, Kb, Kcの2つに各辺接しかつKa, Kb, Kcを包含する三角形と、元の三角形は配景である。この配景の中心は Miyamoto-Lozada perspectorと呼ばれる。